# Eriosyce aspillagae
Eriosyce aspillagae ist eine Pflanzenart in der Gattung Eriosyce aus der Familie der Kakteengewächse (Cactaceae). Das Artepitheton aspillagae ehrt den chilenischen Hazienda-Besitzer Don Manuel Aspillaga, wo das Taxon entdeckt wurde.

## Beschreibung
Eriosyce aspillagae wächst anfangs mit abgeflachten, später kugelförmigen, dunkelgrünen Trieben und erreicht Durchmesser von 4 bis 10 Zentimeter. Die Wurzel ist eine große, karottenartige Pfahlwurzel. Es sind anfangs fünf bis acht, später bis 22 Rippen vorhanden, die gekerbt und dadurch in Höcker gegliedert sind. Die vergrauenden Dornen sind weiß und besitzen eine dunklere Spitze. Die ein bis vier Mitteldornen sind dick, gerade bis gebogen und 2 bis 3 Zentimeter lang. Die vier bis 20 dünnen, nadeligen Randdornen sind 1 bis 2 Zentimeter lang.
Die trichterförmigen, hell seidengelben Blüten besitzen einen rötlichen Mittelstreifen, erscheinen aus jungen Areolen und weisen einen Durchmesser von bis zu 4 Zentimeter auf. Ihr Perikarpell und die Blütenröhre sind mit Wolle und Borsten besetzt. Die eiförmigen bis verlängerten Früchte sind bis zu 1 Zentimeter lang. Sie reißen an ihrer Basis mit Schlitzen auf.

## Verbreitung, Systematik und Gefährdung
Eriosyce aspillagae ist in der chilenischen Region O’Higgins verbreitet.
Die Erstbeschreibung als Echinocactus aspillagae erfolgte 1929 durch Johannes Söhrens. Fred Kattermann stellte sie 1994 in die Gattung Eriosyce. Weitere nomenklatorische Synonyme sind Neoporteria aspillagae (Söhrens) Backeb. (1936), Neochilenia aspillagae (Söhrens) Backeb. (1942), Pyrrhocactus aspillagae (Söhrens) F.Ritter (1959) und Neoporteria horrida var. aspillagae (Söhrens) A.E.Hoffm. (1989).
In der Roten Liste gefährdeter Arten der IUCN wird die Art als „Endangered (EN)“, d. h. als stark gefährdet geführt.

## Nachweise